# Nieuwswebsite
Een nieuwswebsite of internetkrant is een website die zich toelegt op het publiceren van nieuws. Het kan hierbij gaan om een website die zelf nieuws 'maakt' of deze betrekt van een of meer persbureaus, of om een papieren medium dat een website gebruikt om een groter publiek te bereiken.
De grootste nieuwswebsites (naar aantallen bezoekers) van Nederland zijn NU.nl en AD.nl en de grootste Vlaamse nieuwswebsite is de online editie van Het Laatste Nieuws. Wereldwijd zijn CNN, MSNBC en Yahoo! News de grootste nieuwswebsites.

## Begin
In de jaren 1990 kwamen de eerste nieuwswebsites op, toen een aantal traditionele nieuwsleveranciers delen van hun nieuwscontent online zetten. Naarmate het internet groeide in populariteit en beschikbaarheid, volgden steeds meer grote kranten, tijdschriften en andere 'traditionele' media. Geleidelijk daalden de papieren oplages, mede door de grotere beschikbaarheid van gratis nieuws op internet.

## Onafhankelijk nieuws
Naast de boven genoemde sites kwamen echter ook onafhankelijke nieuwswebsites op die eigen nieuws gingen brengen of dit direct van persbureaus zelf gingen betrekken, met regionaal nieuws of specifiek nieuws. Bij succes gaan dergelijke websites soms financiële relaties aan met bestaande mediadiensten. Later werden nieuwswebsites in toenemende mate voorzien van de mogelijkheid om commentaar te leveren op het geschrevene in de vorm van 'comments' onder het nieuwsbericht of op een aparte pagina (bijvoorbeeld NU.nl). Soms worden reacties hierbij vooraf gescreend op door de nieuwswebsite als ongewenst beschouwde inhoud (bijvoorbeeld spam, racisme of grof taalgebruik), maar vaker gebeurt dit achteraf. Een andere ontwikkeling is het koppelen van weblogs aan een nieuwswebsite, waar redacteuren en correspondenten hun eigen visie op een bepaald onderwerp kunnen geven.

## Gratis?
Nieuwswebsites worden vaak geassocieerd met 'gratis' nieuws. Niet altijd is nieuws echter vrijelijk beschikbaar op nieuwswebsites. Dit heeft ermee te maken dat kosten moeten worden gemaakt voor het beheren en redactie voeren van de nieuwswebsite. Deze kosten zullen moeten worden terugverdiend; soms in de vorm van reclame op de website, maar online kranten en tijdschriften (webzines) proberen geld (terug) te verdienen door bijvoorbeeld hun online-archieven alleen open te stellen voor betalende abonnees of door slechts een deel van hun nieuws gratis beschikbaar te maken, waarbij verwezen wordt naar de voordelen van de betaalde content.

## Onderzoek en beoordeling
Nieuwswebsites worden doorgelicht op betrouwbaarheid door onafhankelijke organisaties.

### NewsGuard

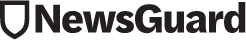
NewsGuard beoordeelt nieuwsites.

NewsGuard is een journalistiek en technologisch hulpmiddel om de geloofwaardigheid van nieuws- en informatiewebsites te beoordelen, en online desinformatie op te sporen. Daartoe gebruikt het een browserextensie en mobiele apps voor consumenten, maar ook diensten voor bedrijven en overheidsinstanties. Op basis van negen criteria met betrekking tot de journalistieke praktijken, krijgt elke site een vertrouwensscore van 0-100 en een algemene rating van rood (over het algemeen onbetrouwbaar) of groen (over het algemeen betrouwbaar), met toelichting. Zo zouden reeds meer dan 6.000 nieuwsbronnen zijn beoordeeld in de Verenigde Staten, het Verenigd Koninkrijk, Frankrijk, Duitsland en Italië. 